# Богатырёв, Александр Григорьевич
Александр Григорьевич Богатырёв (8 октября 1936, с. Палимовка, Бузулукский район, Оренбургская область — 30 ноября 2020, Москва) — российский юрист, специалист по международному праву и правовым проблемам инвестиционных отношений; выпускник факультета экономики и права РУДН (1967), доктор юридических наук (1996); профессор на кафедре международного права РУДН (2003—2008); профессор Финансового университета при Правительстве РФ; ведущий научный сотрудник Института государства и права РАН (1999—2003).

## Биография
Родился 8 октября 1936 года в селе Палимовка Оренбургской области. В 1967 году он стал выпускником факультета экономики и права Университета дружбы народов имени Патриса Лумумбы и поступил в аспирантуру на кафедре международного права в том же ВУЗе. В 1971 году он защитил в Университете дружбы народов кандидатскую диссертацию, научным руководителем которой являлся доцент Юрий Соколов, по теме «Формы правового регулирования иностранных инвестиций в развивающихся государствах» — стал кандидатом юридических наук.
В период с 1969 по 1975 год Богатырёв являлся младшим научным сотрудником в Институте государства и права (ИГП) АН СССР. Затем, в 1975—1977 годах, он состоял старшим научным сотрудником в Институте мировой экономики и международных отношений (ИМЭМИ) АН СССР. В 1977 году перешёл на службу в научные и образовательные учреждения Министерства внутренних дел (МВД) СССР — работал в структурах МВД до 1999 года. Уже в России, в 1999 году, успешно защитил в Академии управления МВД докторскую диссертацию, научным консультантом которой выступил правовед, профессор Валерий Лазарев, по теме «Государственно-правовой механизм регулирования инвестиционных отношений (вопросы теории)».
Между 1999 и 2003 годами Богатырёв являлся ведущим научным сотрудником в Институте государства и права РАН. Перешёл к образовательной деятельности: в 2003 году стал профессором на кафедре международного права, относившейся к юридическому факультету Российского университета дружбы народов (РУДН) — оставался в данном ВУЗе до 2008 года. Являлся профессором кафедры финансового права в Финансового университета при Правительстве РФ.
Умер 30 ноября 2020 года в Москве.

## Работы
Александр Богатырёв являлся автором и соавтором более шести десятков научных работ (объемом в 70 печатных листов); специализировался на международном праве, включая правовое регулирование экономических отношений и вопросы международно-инвестиционного права. Он исследовал основные направления и гарантии инвестиционной деятельности и пытался определить пределы государственно-правового регулирования в сфере инвестиционных отношений. Полагал, что инвестиционные отношения в силу двойственного характера своего правового регулирования одновременно находятся, как в частноправовой, так и публично-правовой сфере, отмечая, что «отношения, возникающие в инвестиционном процессе — это отношения, связанные с инвестированием в производство материальных и духовных благ, (…) в производство или инфраструктуру, представляющие собой непрерывный циклический процесс». Специфику инвестиционных отношений, отличающую их от других видов экономических отношений, Богатырёв видел в их «постоянном циклическом характере и [в том, что они] находятся в постоянной зависимости от других политических, экономических, социальных и природных факторов»:
- «Инвестиционное право» (М., 1992);
- Учебное пособие «Правовое регулирование инвестиционных отношений в Российской Федерации» (М., 1995);
- «Правовое регулирование инвестиционных отношений в Российской Федерации» (М., 1998).